# Lov u Asiriji
Lov je u Asiriji bio omiljena razonoda asirskih vladara, koji su na taj način, zajedno sa svojom pratnjom, održavali tjelesnu formu u vrijeme zatišja između dva vojna pohoda.
Već u vrijeme Srednjoasirskog Carstva postoje dokazi o bavljenju lovom, no u Novoasirskom Carstvu lov će se razviti u pravu instituciju po mnogočemu sličnu godišnjim vojnim pohodima. Poznat je primjer lov na lavove kralja Asurbanipala, koj je redovito imao i religijsko značenje. Pratila ga je posebna ceremonija, a sve je takve lovove gledalo i obično stanovništvo. Bogovi Ninurta i Palil bili su zaštitnici lova.

## Lovišta
Uobičajeno mjesto za lov bile su šume koje su nekoć pokrivale Siriju između rijeke Habure i gornjeg Eufrata. Veće su životinje bile i cijenjeniji plijen. Asirci su posebno držali do lova na velike životinje kao što su bili slonovi, lavovi, bikovi i pantere, a sve su one u davnini bile vrlo brojne u Siriji. Lavova je bilo i u močvarama južne Babilonije, gdje se zna da ih je lovio i Asurbanipal.
Osim što su u lovu ubijali životinje, Asirci su ih često i hvatali i dopremali u asirske gradove, gdje su ih smještali u naročite vrtove.

## Načini lova
Bilo je mnogo načina na koje su lovili. Nekad su samo jurili za životinjom u kočijama, a ponekad su im se pješice prikradali. Uobičajena je taktika bila da kralj i njegova pratnja leže u zasjedi u udubinama u zemlji, dok su kraljeve sluge tjerali životinje u stampedu prema zasjedi.

## Lov i religija
Najviše je podataka poznato o lovu što ga je redovito prakticirao kralj Asurbanipal, o čemu svjedoče pisani izvori i kameni reljefi. Omiljena Asurbanipalova lovina bili su lavovi koje je lovio u njihovu prirodnom staništu uz rijeku Balih u Siriji, kao i u južnim močvarama Babilonije. Usto, lovio ih je i u velikim vrtovima u Asiriji, kamo su ove životinje bile dopremane. Ovaj je lov imao religijsko značenje. Na kraju lova održavan je poseban obred na čijem završetku kralj prinosi žrtvu ljevanicu nad ubijenim lavom. Ovaj je prizor čest motiv kamenih reljefa.

## Posljedice
Vjeruje se da je nekontroliran izlov u to doba, zajedno s nekontroliranom sječom stabala, doveo do izumiranja svih većih životinja i uništenja šuma.